# No Protection
No Protection je remixové album známého britského dubového hudebníka Mad Professora, který upravil album Protection od Massive Attack do dubu. Album No Protection vyšlo roku 1995.

## Seznam skladeb
1. "Radiation Ruling the Nation" (Protection remix)
2. "Rumper Ball Dub" (Karmacoma remix)
3. "Trinity Dub" (Three remix)
4. "Cool Monsoon" (Weather Storm remix)
5. "Eternal Feedback" (Sly remix)
6. "Moving Dub" (Better Things remix)
7. "I Spy" (Spying Glass remix)
8. "Backward Sucking" (Heat Misser)